# Сенной (Саратовская область)
Сенной — посёлок городского типа в Вольском районе Саратовской области России. Крупный железнодорожный узел Приволжской железной дороги (станция Сенная) на линии Саратов — Сызрань.

## География
Посёлок Сенной относится к Вольскому муниципальному району Саратовской области. Расположен на левом берегу реки Терешка, в 30 км северо-западнее Вольска. Площадь посёлка — около 9 км². Рядом с посёлком проходит автомобильная федеральная автотрасса Сызрань — Волгоград.

## История
Посёлок городского типа Сенной образован в 1957 году.
В 1940-х годах в этой местности был возведён военный аэродром, неподалёку от которого была смонтирована и железнодорожная станция. Названа она была по разъезду Сенному, что существовал на месте станции. Впоследствии, когда здесь было организована работа железнодорожного депо, а пристанционный посёлок далеко перерос военный городок, коим он первоначально был, объявили о присвоению населённому пункту статуса посёлка городского типа.
Железная дорога – основной работодатель Сенного, а день железнодорожника отмечается как день посёлка.

## Население
| 1959  | 1970  | 1979  | 1989  | 2002  | 2009  | 2010  |
| ----- | ----- | ----- | ----- | ----- | ----- | ----- |
| 3962  | ↗5208 | ↗5414 | ↗6329 | ↗7031 | ↗7033 | ↘6675 |
| 2011  | 2012  | 2013  | 2014  | 2015  | 2016  | 2017  |
| ↘6661 | ↘6584 | ↘6550 | ↗6551 | ↘6490 | ↘6487 | ↘6402 |
| 2018  | 2019  | 2020  | 2021  |       |       |       |
| ↘6250 | ↘6103 | ↘6032 | ↘5881 |       |       |       |

## Инфраструктура
В посёлке Сенной осуществляют свою деятельность две общеобразовательные школы, несколько детских садов, поликлиника, дом культуры, библиотека. Широко представлена сеть торговых предприятий. Строится Ильинская церковь. Работает железнодорожное депо, воинская часть, администрация посёлка. На территории посёлка возведены несколько десятков многоквартирных жилых домов.

## Фотогалерея

Виды посёлка
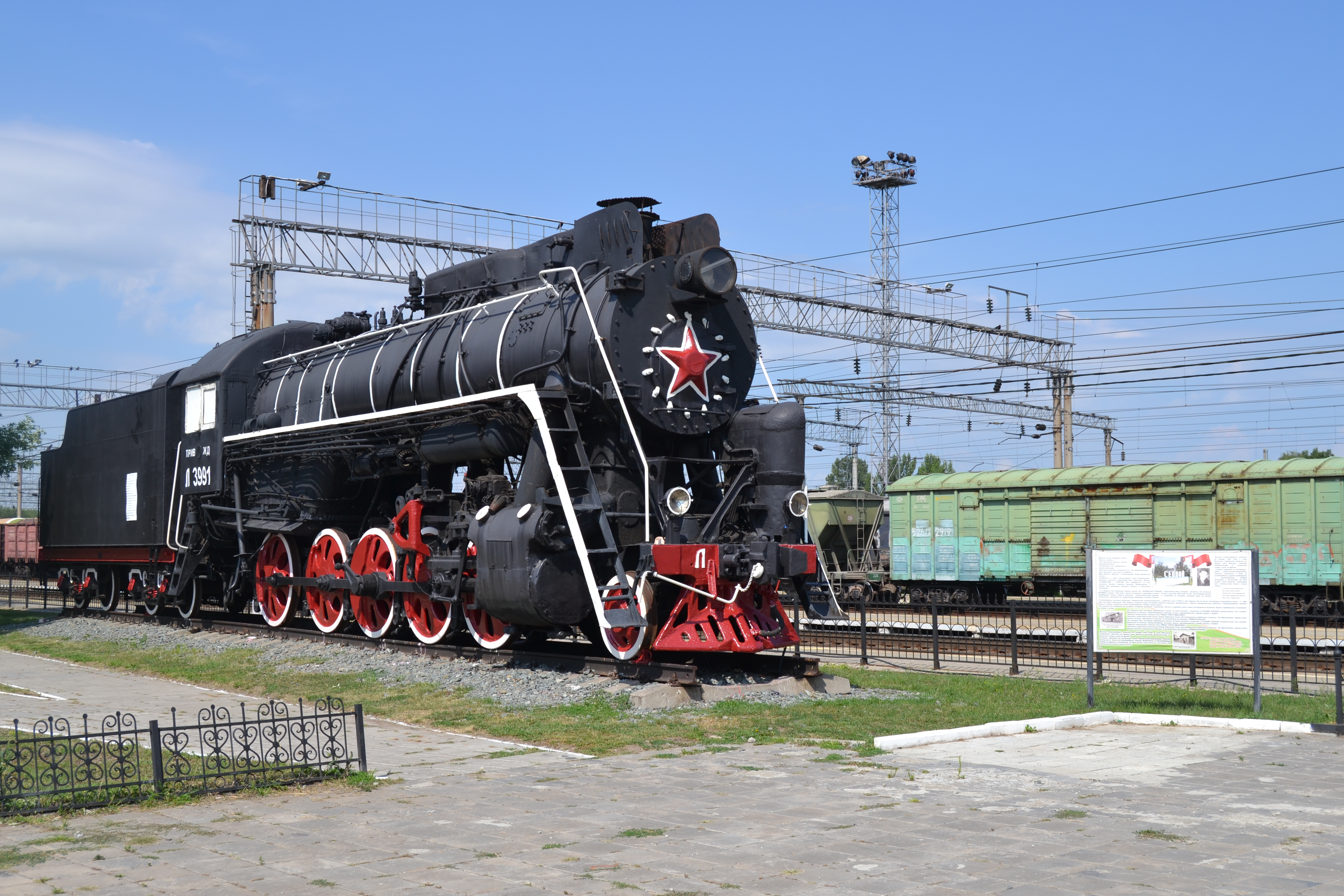
Памятник Паровоз
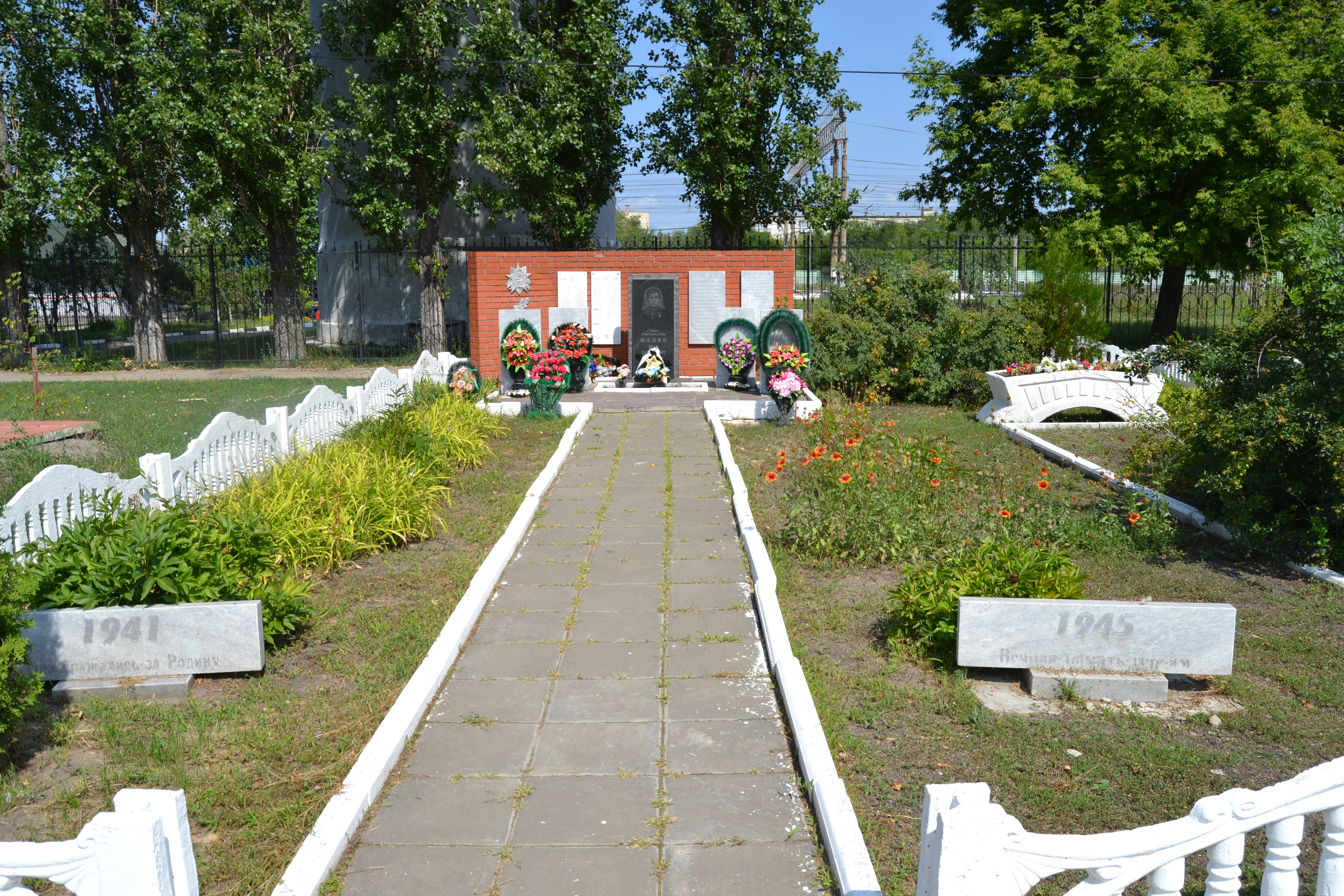
Памятник воинам-освободителям
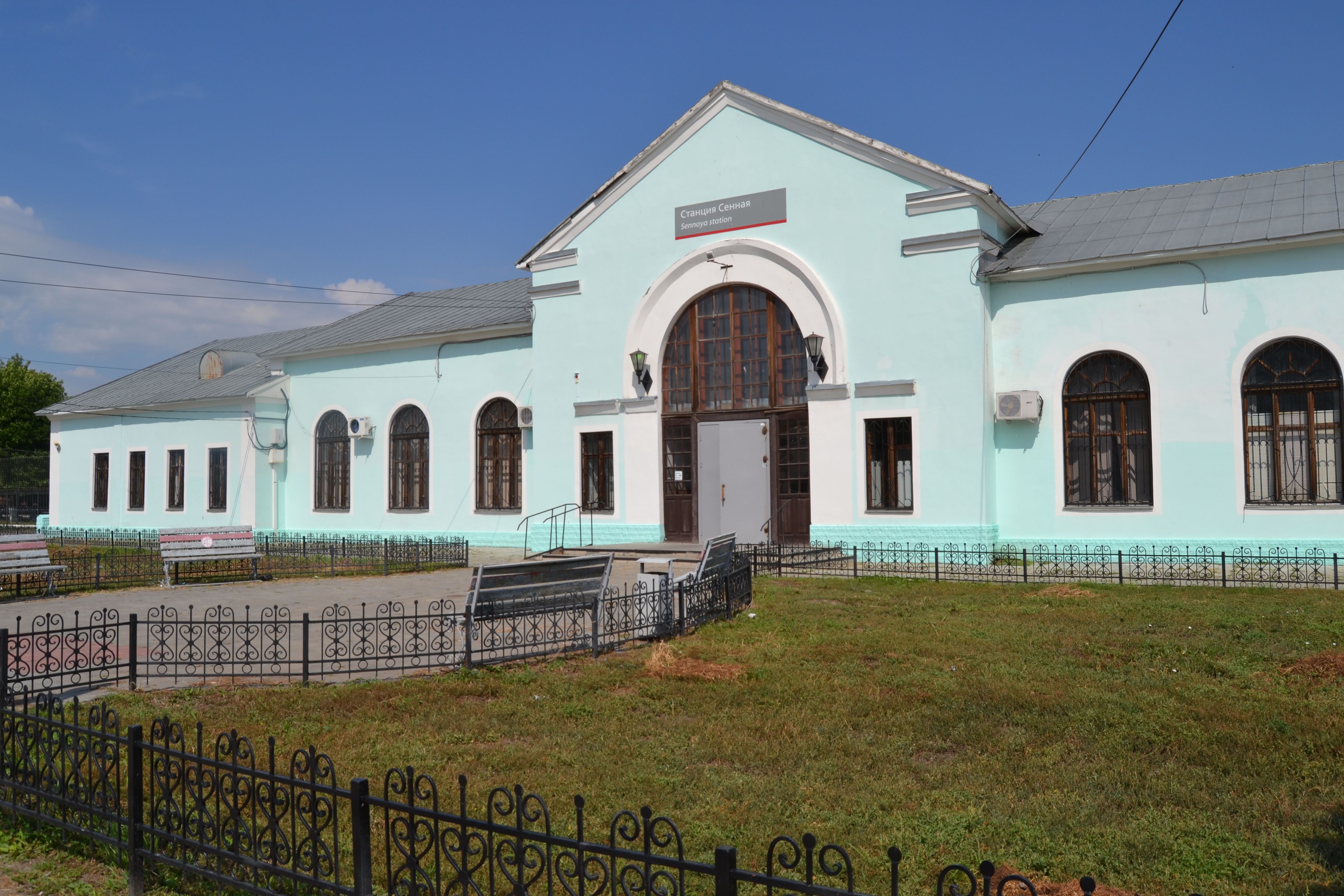
Здание ж/д вокзала
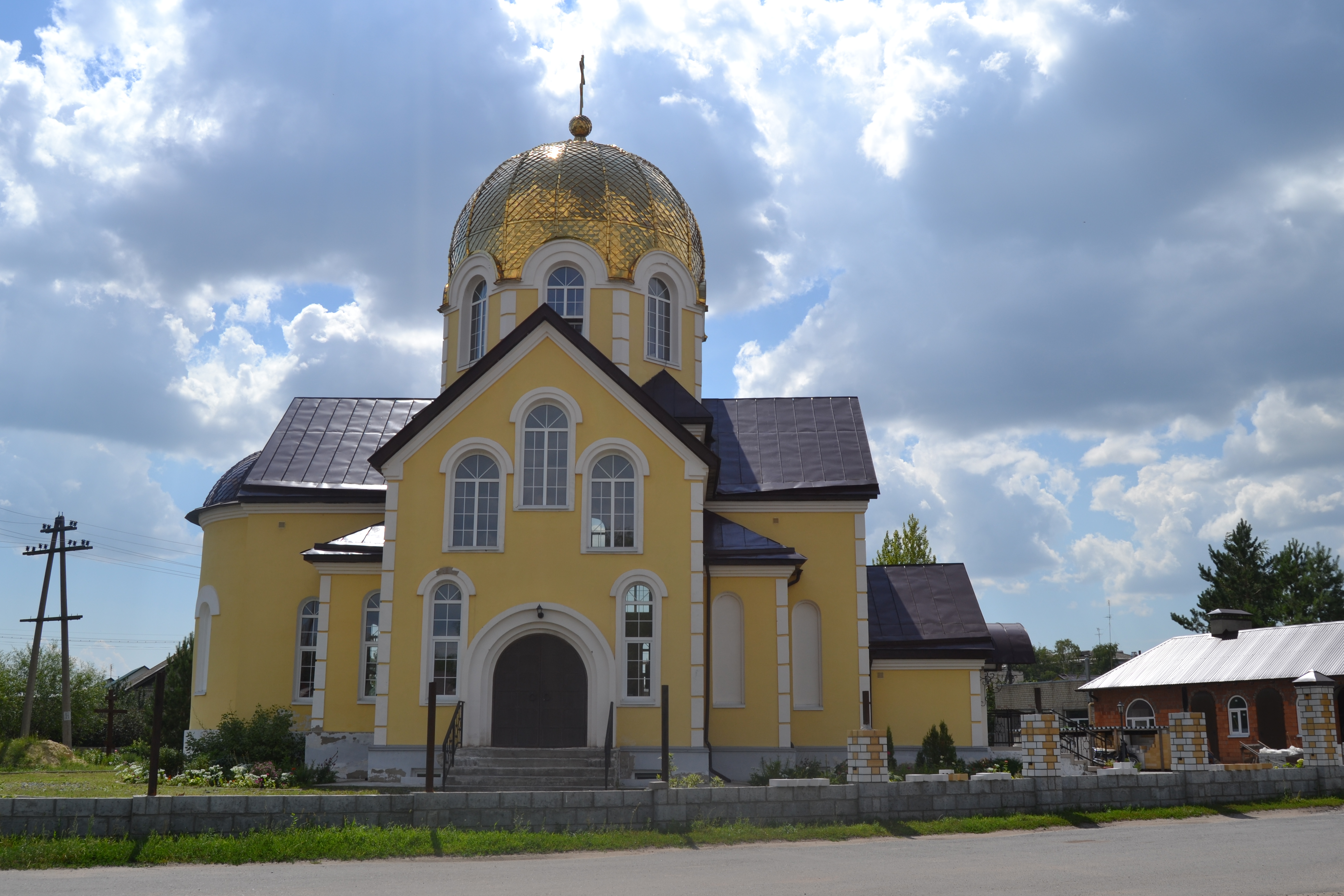
Ильинская церковь

Быт посёлка
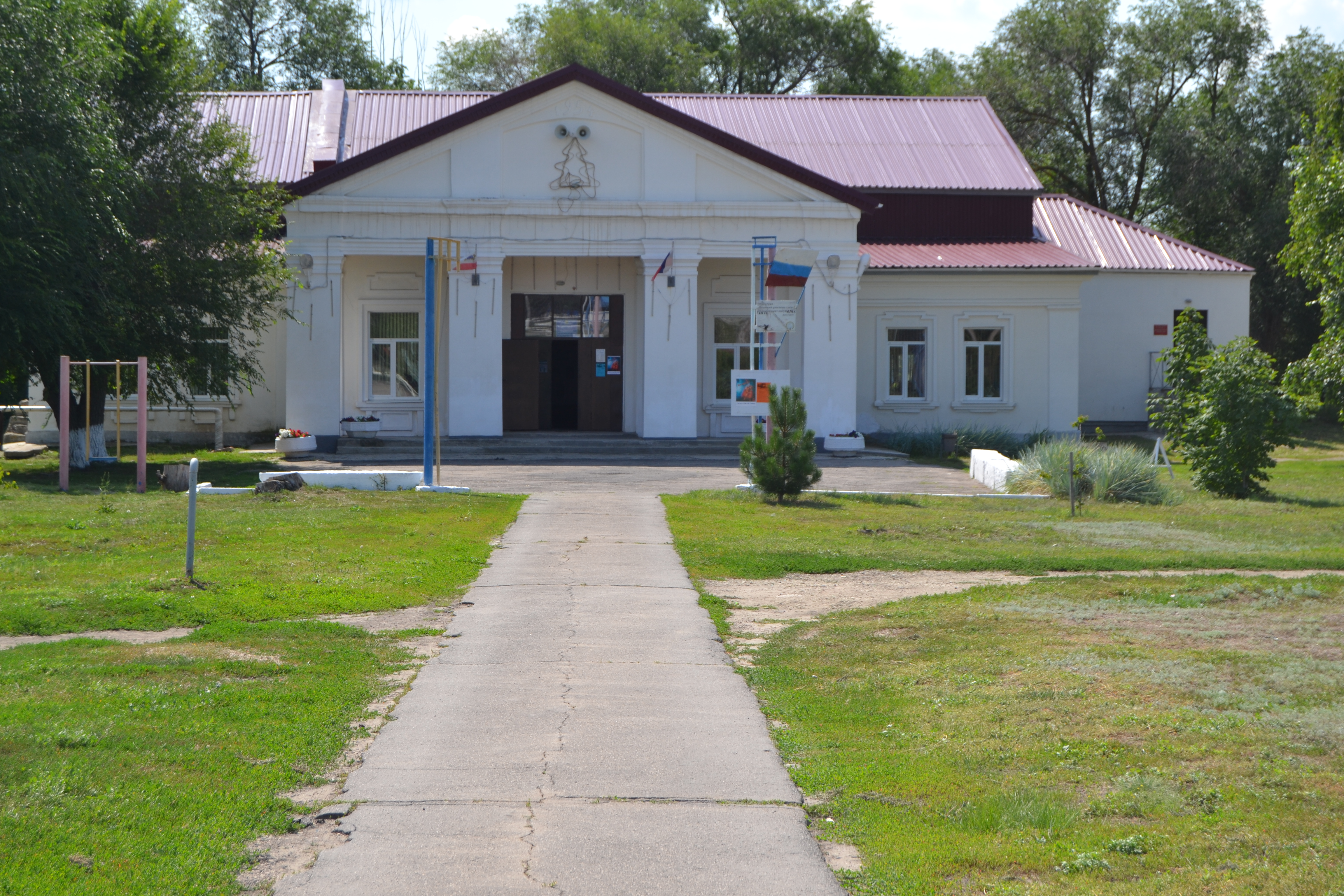
Дом культуры
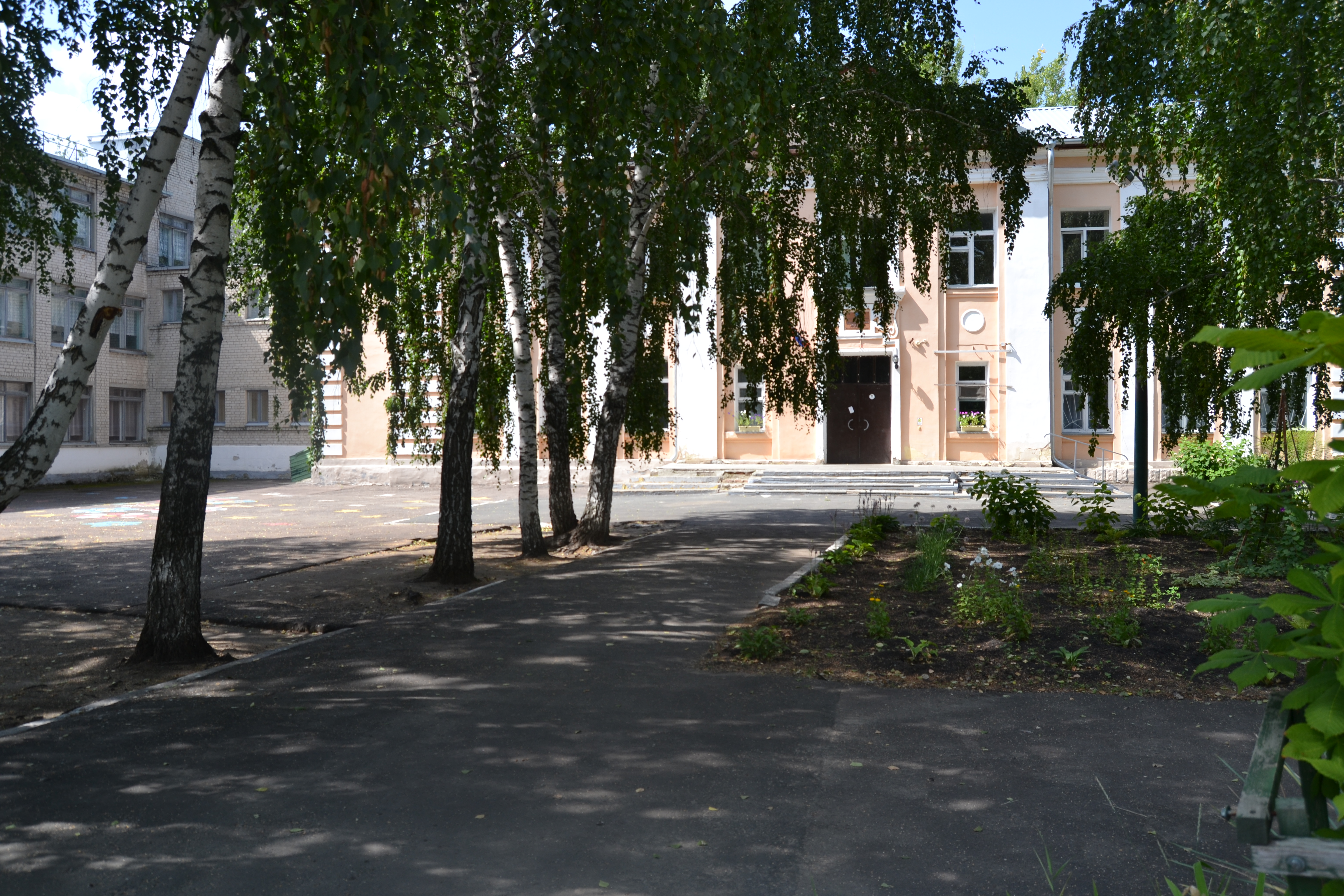
Школа № 47
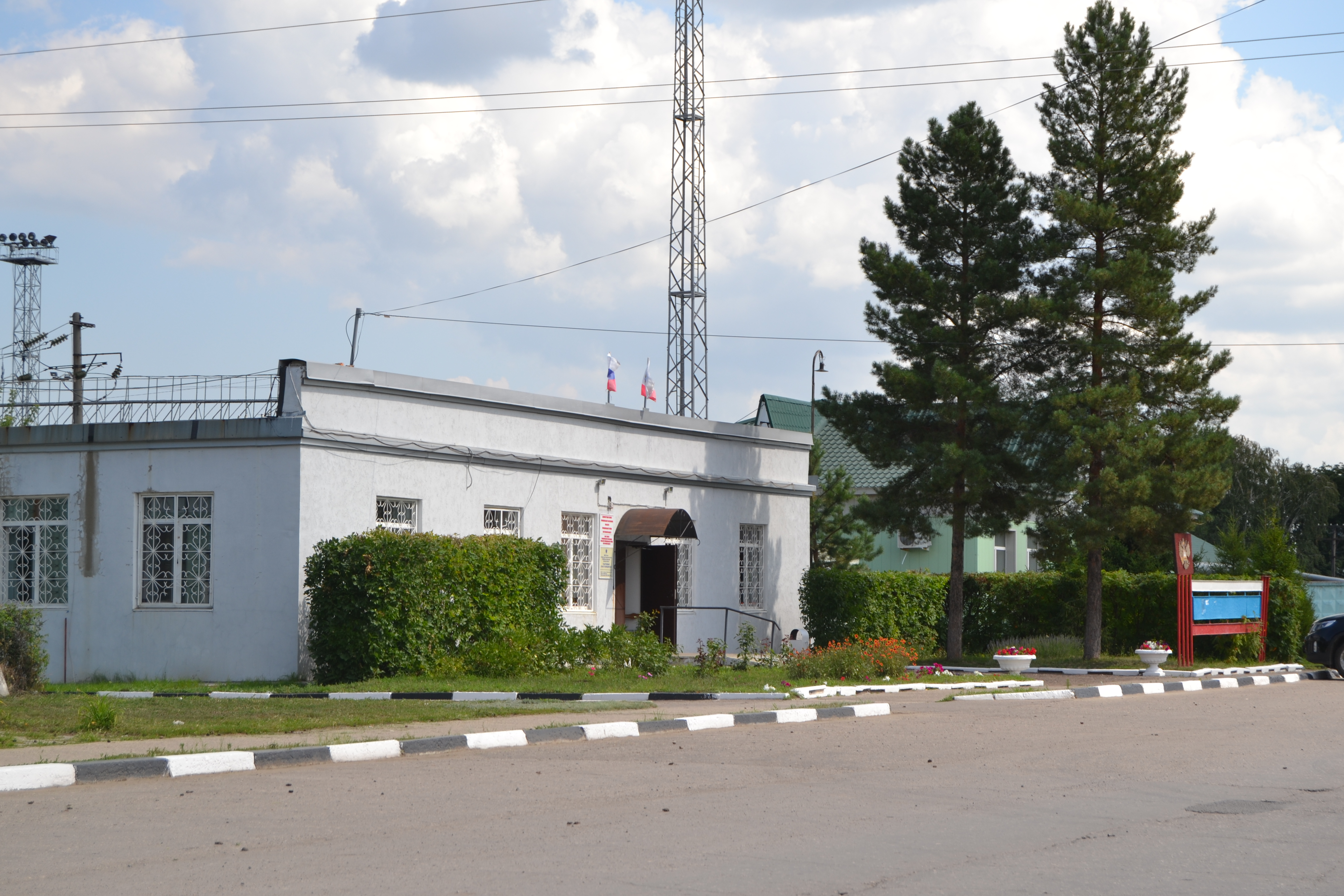
Администрация
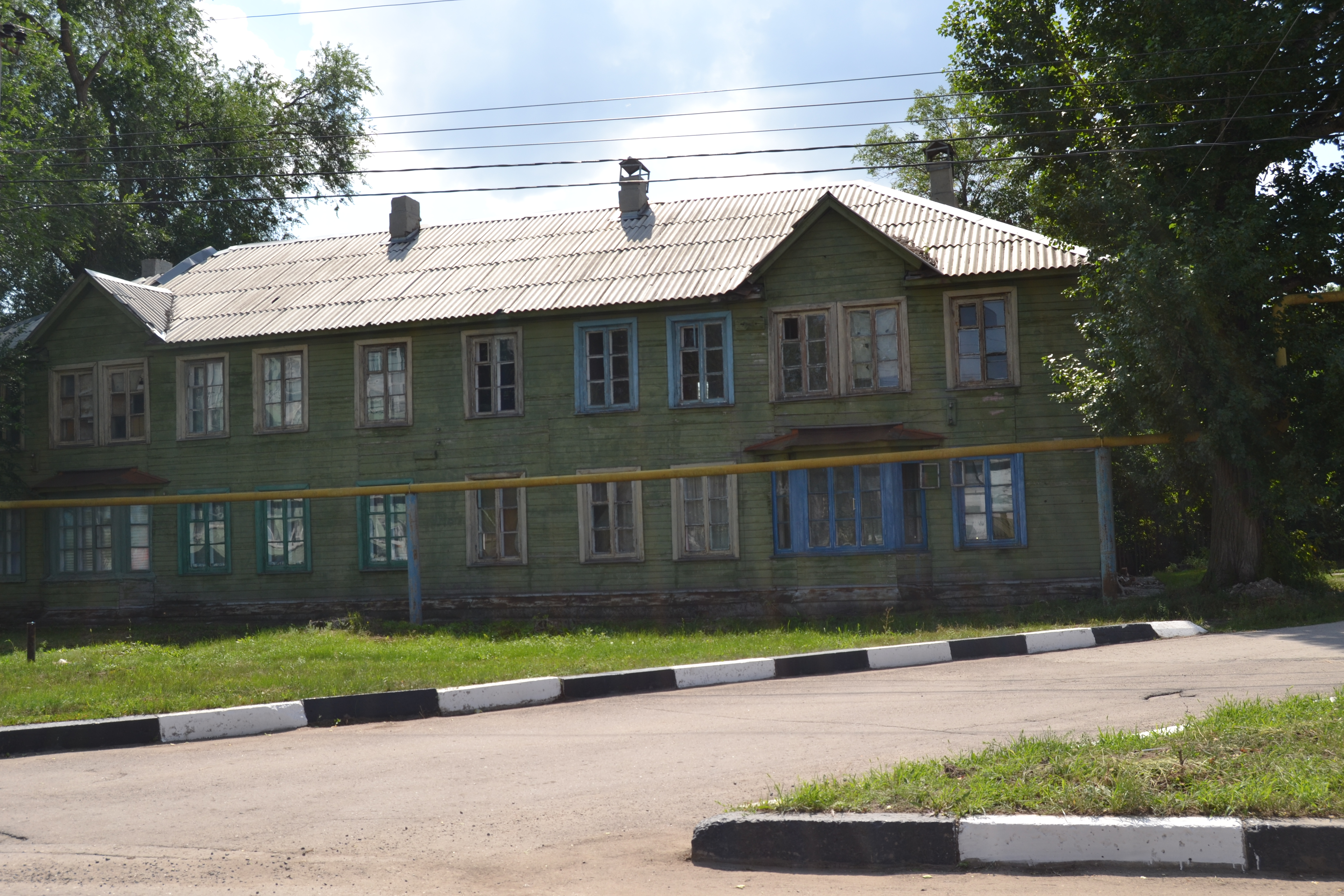
Жилой дом
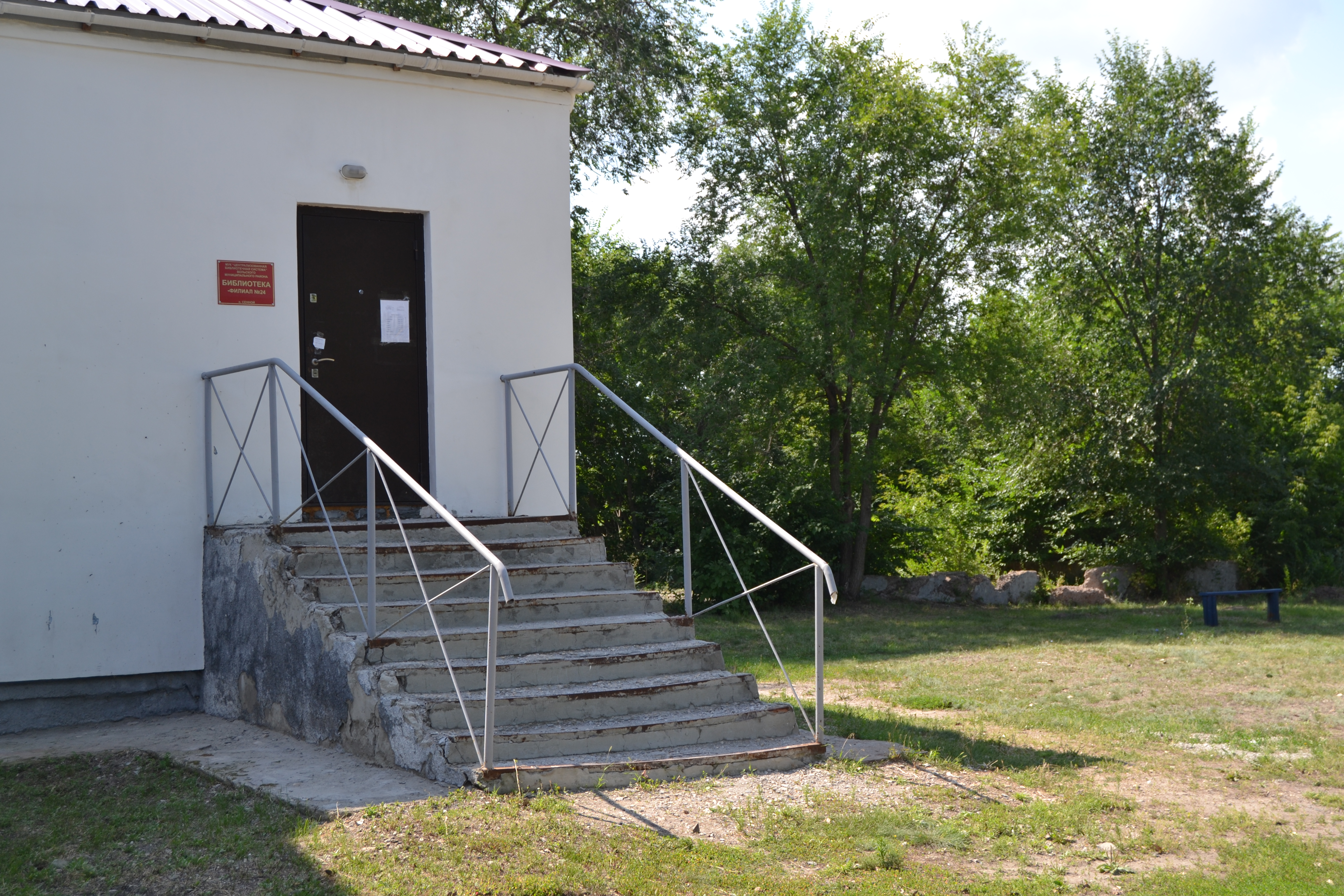
Библиотека